# Monopis pallidella
Monopis pallidella is een vlinder uit de familie echte motten (Tineidae). De wetenschappelijke naam is voor het eerst geldig gepubliceerd in 1955 door Zagulajev.
De soort komt voor in Europa.